# Minimální baktericidní koncentrace
Minimální baktericidní koncentrace (MBC) je nejnižší koncentrace chemické látky potřebná k usmrcení mikroorganismu. Pro posouzení je směrodatné, aby bylo ve vzorku usmrceno nejméně 99,9 % buněk.
MBC se nepoužívá tak často jako minimální inhibiční koncentrace (MIC). Protimikrobiální látka je obvykle považována za baktericidní, pokud není MBC více než čtyřikrát větší než MIC.